# 平顶山工业职业技术学院
33°42′41″N 113°16′57″E / 33.71129°N 113.28261°E
平顶山工业职业技术学院是由中国平煤神马集团主办的普通公办高等职业院校，位于河南省平顶山市，是全国文明单位、首批国家示范性高等职业院校。

## 历史沿革
1956年原煤炭工业部创建平顶山煤矿学校。1978年平顶山煤矿学校更名平顶山煤炭高级技工学校。2001年，平顶山煤炭职工大学、平顶山煤炭高级技工学校合并升格为平顶山工业职业技术学院。2001年6月14日，平顶山工业职业技术学院成立庆典大会在该院主校区综合馆举行。省政协副主席杨光喜、平顶山市委书记田承忠为平顶山工业职业技术学院成立揭牌。2004年，教育部首批高职高专人才培养工作水平评估“优秀”院校，河南省教育厅批准为首批半工半读试点单位，在全省率先实行“校企合作，工学结合”模式。2006年平顶山市工业贸易学校并入平顶山工业职业技术学院。
2006年11月平顶山工业职业技术学院被确定为“国家示范性高等职业院校建设计划”首批立项建设院校。2009年1月中央精神文明建设指导委员会授予第二批“全国文明单位”。2009年11月教育部授予“全国普通高等学校毕业生就业工作先进集体”。2012年，中国平煤神马集团党校并入本校。
2016年，河南理工大学平煤工程技术学院落户学校。2019年7月，被教育部认定为国家优质专科高等职业院校。

## 主要院系
截至2020年12月，平顶山工业职业技术学院共有10个院系，2个教学部，共有专科专业63个，涵盖经济学、理学、工学、医学、管理学和艺术等六个学科门类。